# Maria Cristina Finucci
Maria Cristina Finucci (Lucca, 10 novembre 1956) è un'artista, architetta e designer italiana nota principalmente per aver fondato nel 2013, il Garbage Patch State.

## Biografia
Laureata in architettura nel 1981 dall'Università degli Studi di Firenze, ha completato una tesi su Charles Rennie Mackintosh. È nota principalmente per aver fondato nel 2013 il Garbage Patch State. Le sue opere realizzate nei vari Paesi sono pubblicate su riviste e libri ed ella stessa ha collaborato con corrispondenze dall'estero alla rivista Controspazio.
In virtù della carriera diplomatica di suo marito (Pietro Sebastiani), ha vissuto e lavorato a Mosca, New York, Parigi, Bruxelles, Madrid ed attualmente risiede a Roma.
Ha disegnato mobili che sono stati esposti al Salone del Mobile Milano. La sua ricerca artistica è passata attraverso la pittura, la scultura, l’architettura, il design, la video arte, la postproduction di film per arrivare a sintetizzarsi in una forma di arte transmediale che nell’immediato si concretizza nella serie Wasteland.
Maria Cristina Finucci continua a lavorare sia come architetto che come artista, usando la sua creatività per affrontare temi di importanza cruciale attraverso opere d'arte straordinarie. Il suo impegno artistico e sociale è stato un contributo significativo alla sensibilizzazione sulle sfide ambientali globali.

## Architetto
Dopo la laurea e l’abilitazione all’esercizio della professione Maria Cristina Finucci lascia l’Italia per seguire il marito diplomatico.
Durante gli anni all’estero ha collaborato con diversi professionisti e ha lavorato su una serie di progetti residenziali e commerciali a New York. Inoltre, ha contribuito alla progettazione della piazza del Convention Center di Yokohama, in Giappone, e di una scuola a Brooklyn.
Ha anche curato una mostra su Ogden Codman in occasione dell'inaugurazione de La Scuola d’Italia Guglielmo Marconi a New York e ha iniziato a collaborare con la rivista "Controspazio” con corrispondenze dall’estero.
A Parigi si è occupata di ristrutturazioni residenziali, molti dei quali pubblicati su libri e riviste.
Nel 2001, al rientro a Roma ha riaperto il suo studio di architettura, focalizzandosi su progetti di edilizia residenziale, che comprendevano sia nuove costruzioni sia il restauro di antiche ville in Toscana. Ha anche svolto un ruolo di consulenza per la sezione italiana dell'UIA (Unione Internazionale degli Architetti) e ha lavorato su numerosi progetti di ristrutturazione di appartamenti, anche all'estero, come a Londra e Parigi.
Durante la sua carriera, ha firmato importanti progetti, tra cui quelli per i nuovi servizi dell'aeroporto di Fiumicino, Gruppo Aeroporti di Roma, ADR S.p.a., e ha presentato la sua linea di mobili da ufficio "Aer" al Salone del Mobile di Milano nel 2008. Nel 2009, le sue opere di architettura sono state esposte al Carousel du Louvre a Parigi durante il Salon Prestige, insieme alle opere dell'architetto Stefania Stera.

## Artista

### Il Garbage Patch State Project

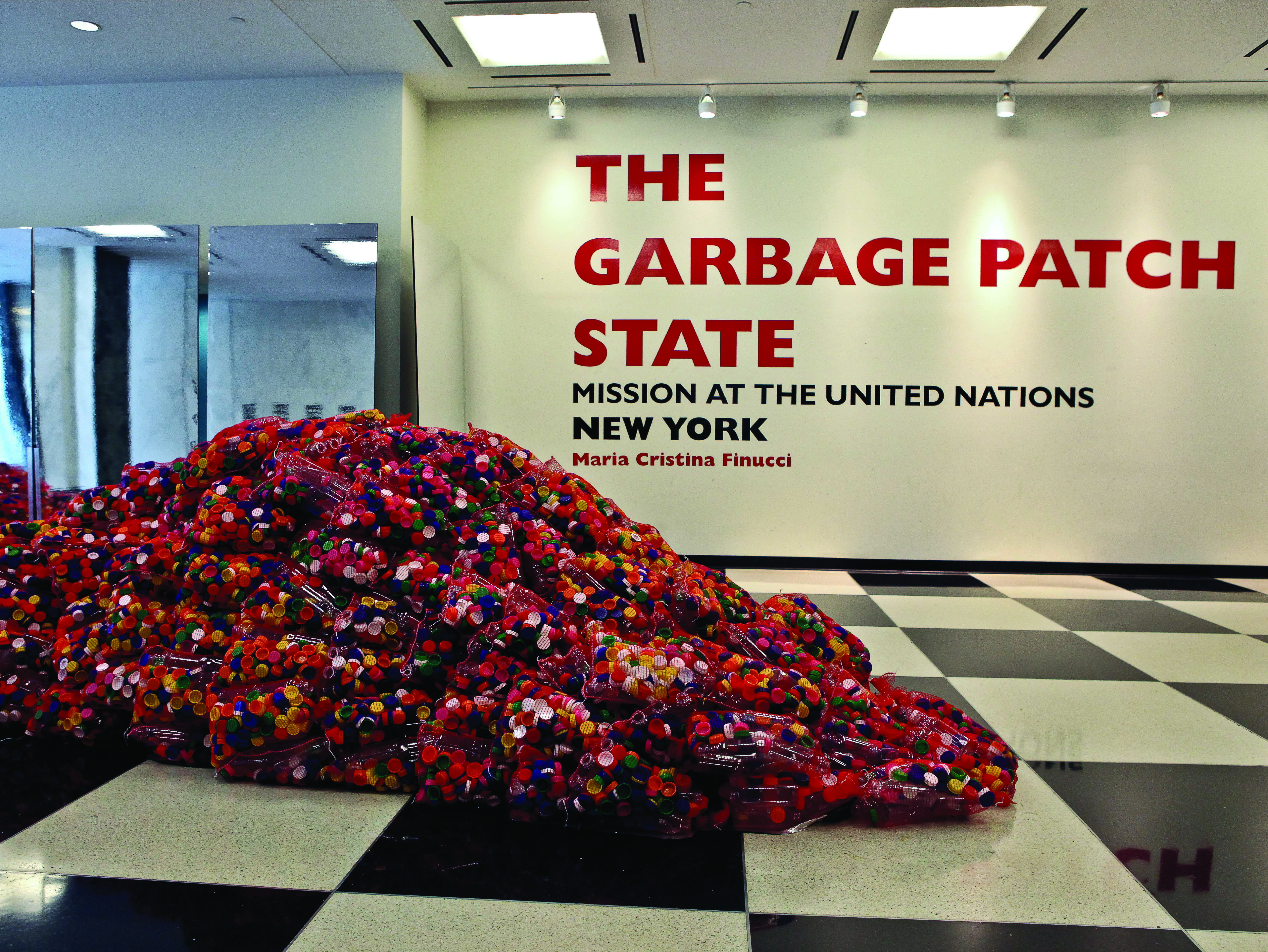
Il Serpente, United Nations Secretariat Building, New York, 2014

Nel 2012 dà il via ad una monumentale opera di arte contemporanea che ha chiamato Wasteland, un progetto artistico transmediale che affronta il problema delle immense chiazze di rifiuti plastici dispersi negli oceani, meglio note come Pacific Trash Vortex.  L'idea fondante è quella di comprendere questi “territori” in uno stato federale: il Garbage Patch State Project. "Se il Garbage Patch è ignorato dalla gente è perché non ha una sua immagine visibile; mi è venuta allora l'idea di creare uno stato per queste superfici marine formate da plastica estese per un totale di sedici milioni di chilometri quadrati. bisognava anche rivedere i confini geografici del pianeta, ho iniziato pertanto a costruire attraverso immagini una nuova geografia della terra", afferma l'autrice nel catalogo dell'opera.
UNESCO 2013: La Fondazione dello stato
Presso l'UNESCO Parigi, l'artista ha fondato il "Garbage Patch State" uno Stato sovrano piantando la bandiera e pronunciando il discorso di insediamento con una performance-installazione, che rappresentava una delle isole di plastica che gallegiano negli oceani. Al nuovo stato sono stati forniti tutti gli apparati, tra cui la Costituzione, un governo, degli ambasciatori, e un'anagrafe dei suoi cittadini.
Biennale di Venezia 2013: Il Padiglione del nuovo Stato
L’artista ha progettato e realizzato il padiglione nazionale del Garbage Patch State nel cortile dell'Università Ca' Foscari durante la Biennale di Venezia.
ARCO Madrid 2014

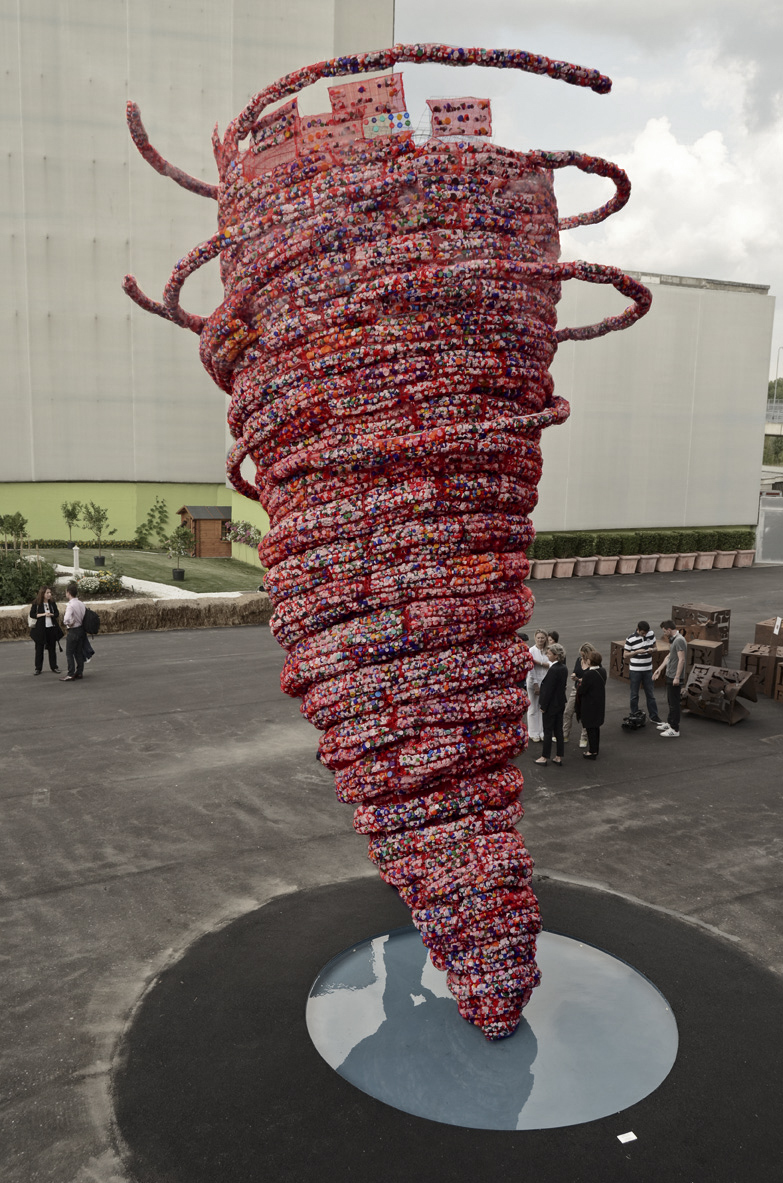
Installazione Vortice, Fondazione Bracco, Milano, 2015

Il Garbage Patch State ha fatto la sua comparsa con un'installazione pubblica sopra la Gran Via a Madrid durante la fiera d'arte Arco, in collaborazione con lo IED.
Nazioni Unite New York 2014: "Il Serpente"
Il Garbage Patch State varca il Palazzo di vetro delle Nazioni Unite con la sua missione diplomatica. L'installazione includeva un serpente di tappi di plastica che si estendeva attraverso la facciata dell'edificio fino all'atrio principale.
MAXXI 2015: La Prima Ambasciata
In occasione della prima Festa Nazionale del Garbage Patch State, il Museo delle arti del XXI sec. MAXXI ha ospitato la prima ambasciata del nuovo Stato. Qui, i richiedenti hanno ottenuto la cittadinanza e il proprio documento di identità. Nella piazza del museo Maxxi, l'installazione “Onda”, lunga 30 metri, è stata prese2ntata ed era composta da scagliette di plastica sotto la quale le persone potevano entrare per scoprire un mondo di plastica colorato ed onirico.
Fondazione Bracco 2015: "Vortice"
L'opera 'Vortice,' alta più di 8 metri, simboleggia l'energia e il potenziale distruttivo della plastica. Essa è situata negli spazi della storica area industriale della Fondazione Bracco a Lambrate (Milano) ed è parte della collezione permanente.
High Level Conference Bluemed Venezia 2015: "Bluemedsaurus"
Durante la Bluemed Conference al Padiglione Aquae Venezia, una misteriosa creatura, chiamata Bluemedsaurus, prende vita. Questo enigmatico essere, formato da plastica marina dispersa, si muove lungo le pareti della sala della High Level Conference Bluemed, catturando l'attenzione di tutti i delegati europei.
COP21 Parigi 2015: "Climatesaurus"
Dopo l'evento Bluemed a Venezia, la creatura ora chiamata “Climatesaurus” è riemersa cper mostrarsi ai governanti del mondo. Ha attraversato uno scalone nell'Hotel Potocki a Parigi, durante la Conferenza sul clima COP 21.Commissionato da New York Times International.
Mozia (Trapani) 2016: "Help, L'Età Della Plastica"

L'opera monumentale luminosa 'Help, L'Età Della Plastica' è stata esposta sull'isola di Mozia (Trapani), dove sono situati resti dell'omonima città fenicia. Questa installazione costituta da gabbioni metallici formava la parola 'HELP'  con grandi lettere tridimensionali su un'area quadrangolare nell'area archeologica dell'isola.
Foro Romano 2018: "Help the Ocean"

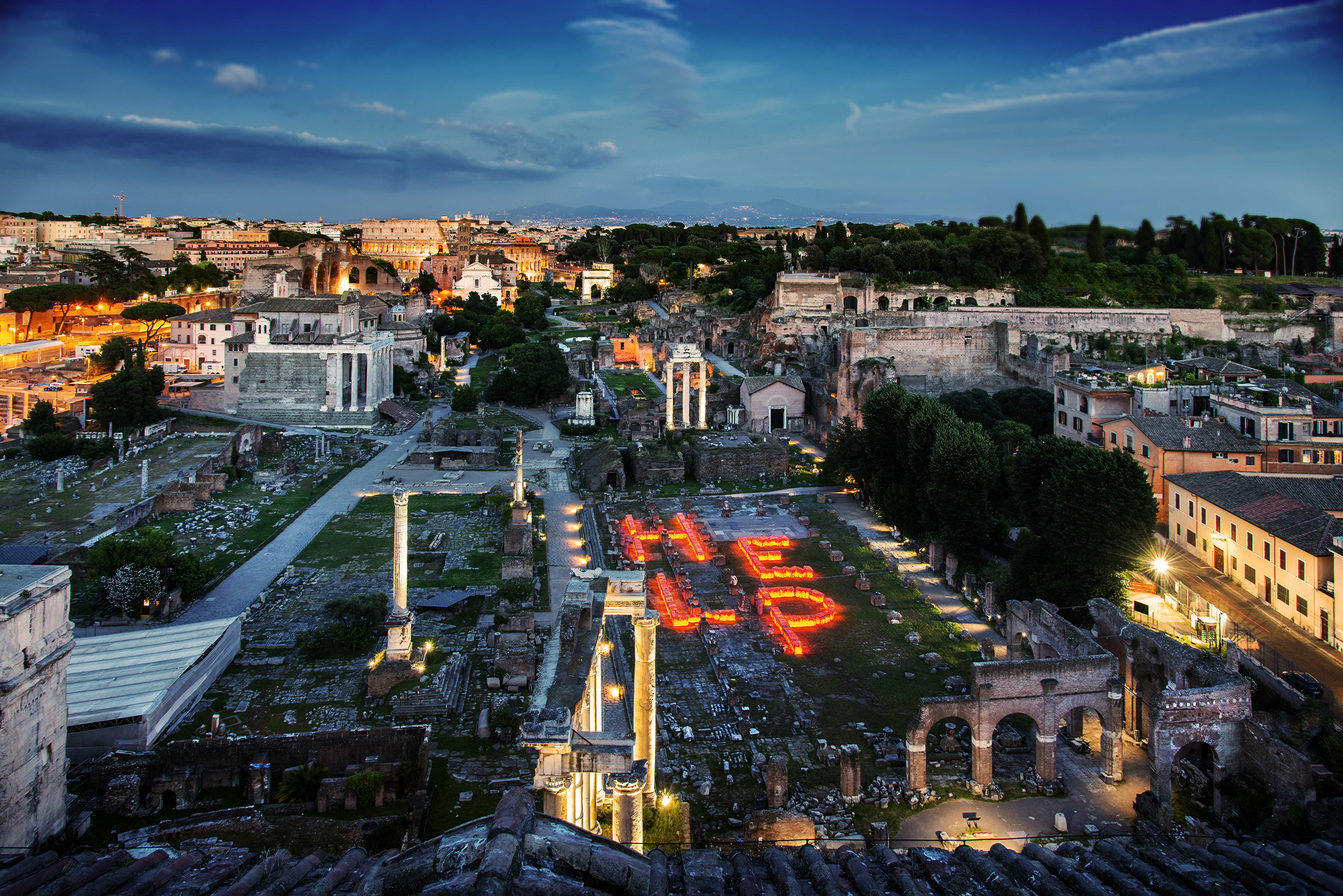
Installazione HELP the ocean, Foro Romano

Installazione monumentale 'Help' nel Foro Romano è stata promossa dal Parco Archeologico del Colosseo. Quest'opera, collocata sui resti della Basilica Giulia nel cuore del Foro Romano, proiettava la sua luce nella notte, creando un suggestivo 'HELP' composto da milioni di tappi di plastica illuminati come lava incandescente che risaltava sullo sfondo delle rovine dell'antica Roma.
Fuorisalone 2019
L'installazione "HELP" è tornata a brillare a Milano durante la Milan Design Week- Fuorisalone 2019. Come parte della mostra "Human Spaces" promossa dalla rivista Interni. Nel cortile d'onore dell'Università Statale di Milano, la scritta "HELP" aveva un effetto luminoso. Una ferita inferta alla terra da noi umani che sanguina magma incandescente.
What about the 8%? Istituto Italiano di Cultura di Los Angeles
L'installazione fluorescente "What about the 8%?", creata per l'Istituto Italiano di Cultura di Los Angeles, solleva la questione dell'inquinamento da detergenti negli oceani. Questo lavoro simula la superficie dell'acqua, dove i detersivi disciolti vengono vivacemente trasformati da reagenti chimici, creando un effetto fluorescente innaturale. Nell'oscurità l’oceano chiede aiuto attraverso la scritta "HELP".
Fuorisalone 2023

Per il FuoriSalone 2023, è stata l'installazione "H2o Help”, costituita da morbide cisterne per l’acqua collegate tra loro da tubi come fossero vasi sanguigni tutti collegati ad una affaticata “macchina del respiro”. L'opera si estendeva per oltre 70 metri davanti al palazzo Unipol di via De Castilla, che per l’occasione sulla facciata recava la scritta H2o realizzata con un complesso sistema di illuminazione. Questa opera affronta l'emergenza idrica. L'installazione era parte della mostra design re-evolution della rivista Interni. 
Cy-Fest 15ª Edizione, Yerevan, 2023

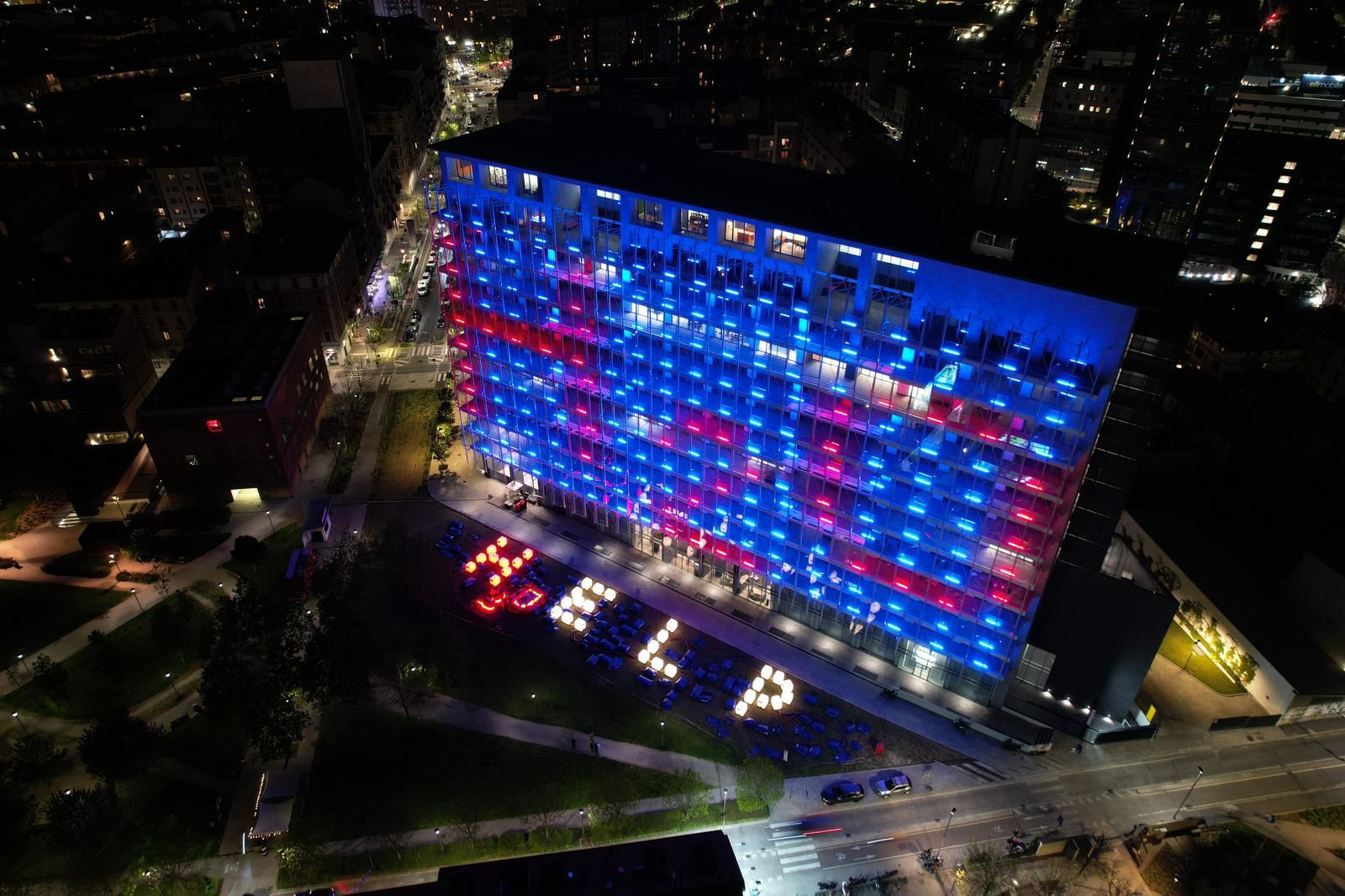
Installazione H2o Help, FuoriSalone 2023, Milano

Per la 15º edizione del Cy-Fest che si è tenuta a Yerevan negli spazi del HayArt Cultural Center, è stata realizzata l'installazione Transmutation, un’opera che fonde arte e intelligenza artificiale. L’installazione si pone che gli oggetti di consumo vengono distrutti, tuttavia, con l’uso dell’intelligenza artificiale riescono a ricreare un loro mondo. La loro memoria verrà recuperata attraverso la realtà aumentata (AR).

### Collezioni Permanenti
Alcune opere sono in collezioni permanenti tra cui:
- Fondazione Bracco 2015[7]

Installazione Vortice è parte della collezione permanente della Fondazione Bracco e simboleggia l'energia e il potenziale distruttivo della plastica.
- Quirinale Contemporaneo 2019[19][20]

L'artista ha partecipato al progetto curatoriale "Quirinale Contemporaneo" con l'opera "Help the Oceans."
"Quirinale Contemporaneo" ha portato opere d'arte contemporanea e design all'interno dell'illustre Palazzo del Quirinale, la residenza ufficiale del Presidente della Repubblica Italiana.
- Contemporanei a Palazzo Borromeo 2022[21]

Il modulo dell'installazione "Help the Oceans" è presentato nel progetto Contemporanei a Palazzo Borromeo.

## Opere

### Prima del 2013
- Serie Paradigmi 2010-2011: Installazione al Lucca Center for Contemporary Arts

1. Cuspidi giallo nero
2. Cuspidi tela cuspidi bianco
3. Scudi, trittico
4. Cuspidi infinito
5. Tu non sai se dire…..

- Serie Altre Vite:

1. Tizietto
2. Regno artificiale. Oggetto nº1
3. Regno artificiale. Oggetto nº2

- Serie altri occhi

1. Senza titolo (Rete)
2. Senza titolo (Rete rossa)
3. Senza titolo (Rete rosa)

- Serie Micromondi (Microworlds):

"Ognuno sta solo sul cuor della terra / trafitto da un raggio di sole: / ed è subito sera" offre un contesto poetico e riflessivo per questa collezione di lavori.
1. Ognuno sta solo sul cuor della terra
2. Micromondi (Microworlds)
3. Micromondi 2

- Due particelle in rotta di collisione in uno spazio AdS (Anti-de Sitter space):

1. Due particelle in rotta di collisione in uno spazio AdS N (Two particles on a collision course in a N AdS space)
2. Due particelle in rotta di collisione in uno spazio AdS Y (Two particles on a collision course in a Y AdS space)

- Serie living restraint 2011:

1. Not so still
2. Blu
3. Scene da Living Restraint
4. video

- Serie trueman 2011:

1. occhi
2. porta
3. how is it going to end?
4. Fuori!
5. X
6. Esher
7. Eccomi!
8. Get out of there!

### Video Opere
2010: Paradigmi - Roma 2010, 2 ‘10” -  presentato alla mostra personale "Paradigmi" al Lucca Center for Contemporary Arts, Lucca, nel 2011.
2011: Living Restraint - Roma, 7 ‘48’’- video-opera ispirata alla serie "Drawing Restraint" di Matthew Barney.
2011: Trueman - Roma, 6’ 00’’- risultato della manipolazione del film The Truman Show.
2011: Altri occhi Roma, 4’27’’- ispirata a Mr. Square di "Flatland" di Edwin A. Abbott, esplorando la prospettiva limitata ma colorata di Square in due dimensioni, con sculture in movimento.
2012: Magma - Roma, 4’55’’- proiettata nel padiglione del Garbage Patch State nel 2013
2012: Cernita - Roma, 9’00’’- riguardante la selezione dei tappi per le installazioni che ricreano il suono della risacca.
2020: Passaggio - Video-opera realizzata per il dipartimento di Filosofia e Beni Culturali dell’Università Ca’ Foscari di Venezia, come parte del progetto AdriCleanFish.

## Impegni Sociali
2017: L'artista è One Ocean Ambassador
2017: Il Garbage Patch State firma un accordo quadro con l’Acquario di Genova.
2018: Come presidente del Garbage Patch State, firma l’adesione all’Agenda 2030 per lo sviluppo sostenibile, controfirmata dal ministro dell’Ambiente Gianluca Galletti e dal presidente dell’ASVIS Enrico Giovannini.
2018: Viene nominata Ambasadress della Commissione Italiana FIDU (Federazione Italiana per i Diritti Umani).

## Libri e cataloghi
- Maria Cristina Finucci, The Garbage Patch State : The "Away" State, Crocetta del Montello, Terra Ferma, 2013, ISBN 978-88-6322-205-0, OCLC 888745500.
- Cecchini Cecilia e Petroni Marco "Plastic Days" ISBN 9788836630721. OCLC 909279993
- Maria Cristina Finucci, The Garbage Patch State: HELP The Age of Plastic, Italy, Terra Firma, 2016, ISBN 978-88-6322-289-0.
- Burini, Silvia, e Giuseppe Barbieri. Maria Cristina Finucci- HELP. [Milano], New York, Rizzoli International Publications, 2021.

## Onorificenze e Premi
- 2013: Mela d’Oro del Premio Bellisario
- 2014: Premio Civiltà dell’Acqua Renzo Franzin
- 2015: Premio ROSA
- 2018: XVII Premio Anima per la crescita di una coscienza etica
- 2018: Premio ANGI - Associazione Nazionale Giovani Innovatori
- 2018: Medaglia d’oro Club UNESCO LUCCA

Grande Ufficiale al Merito della Repubblica Italiana, con motu proprio del Presidente Sergio Mattarella (2019)
Grande Ufficiale dell’Ordine Costantiniano di San Giorgio (2019)